# Anni 1160
Gli anni 1160 sono il decennio che comprende gli anni dal 1160 al 1169 inclusi.

## Eventi, invenzioni e scoperte
- 1161-1162: la città di Milano è assediata e poi rasa al suolo dall'imperatore Federico Barbarossa.
- 1164: viene fondata la Lega Veronese.
- 1166: Enrico II Plantageneto conquista la Bretagna.
- 1167: viene fondata la Lega Cremonese, che nello stesso anno si fonde con quella Veronese, dando vita alla Lega Lombarda.
- 1168: la città di Alessandria è fondata in funzione anti-imperiale.
- 1169: Shirkuh, generale del sultano Nurandino, è inviato a liberare da delle contese dinastiche l'Egitto, ove questi s'impone come monarca

## Personaggi
- Federico Barbarossa, imperatore del Sacro Romano Impero.
- Muore Sant'Ubadlo da Gubbio  all'alba del 16 maggio 1160